# Kocsenyovo
Kocsenyovo (oroszul: Коченёво) városi jellegű település Oroszország ázsiai részén, a Novoszibirszki területen; a Kocsenyovói járás székhelye.
Népessége: 16 374 fő (a 2010. évi népszámláláskor).

## Elhelyezkedése
A Baraba-alföldön, Novoszibirszktől csupán 50 km-re nyugatra helyezkedik el. A település mellett vezet az R254-es főút (oroszul: ).
A falu 1650-ben keletkezett.